# Legnano Basket Knights
El Legnano Basket Knights, conocido también por motivos de patrocinio como Axpo Legnano, es un equipo de baloncesto italiano con sede en la ciudad de Legnano, Lombardía. Compite en la Serie C Gold, la cuarta división del baloncesto en Italia. Disputa sus partidos en el Knights Palace, situado en Legnano, con capacidad para 650 espectadores.

## Patrocinadores
- 1966–1987: ningún
- 1987–1990: Entremont
- 1990–2004: Merlett Tecnoplastic
- 2004–2005: ningún
- 2005–2009: Forgiatura Marcora
- 2009–2013: Royal
- 2013–2017: Europromotion
- 2017–2018: FCL Contract
- 2018- : Axpo

## Posiciones en Liga
- 2009 - (12-B Dil)
- 2010 - (3-B Dil)
- 2011 - (4-B Dil)
- 2012 - (1-Naz B)
- 2013 - (2-DNB)
- 2014 - (2-DNB)
- 2015 - (13-A2 Silver)
- 2016 - (13-A2 Est)
- 2017 - (3-A2 Ovest)
- 2018 - (3-A2 Ovest)

## Palmarés
- Subcampeón Copa Nazionale B (2013)
- Campeón de la DNB Brupo B (2014)

## Jugadores destacados
| - Andrea Bianchi - Roberto Cazzaniga - Fabio Di Bella |  | - John Merchant - Nikolas Raivio - / Ousman Krubally |